# تشارلي ديكون
تشارلي ديكون (بالإنجليزية: Charlie Deacon)‏ هو لاعب كرة قدم بريطاني (وحمل سابقاً جنسية المملكة المتحدة لبريطانيا العظمى وأيرلندا) في مركز الدفاع، ولد في 1869 في فارنهام في المملكة المتحدة، وتوفي في 21 أكتوبر 1893 في ساوثهامبتون في المملكة المتحدة. لعب مع نادي ساوثهامبتون.